# 金桂华
金桂华（1935年1月14日—），中华人民共和国外交官，曾任中华人民共和国外交部参赞、副司长、中华人民共和国外交部发言人、大使，中国外交学会副会长等职。现为亚太安全合作理事会中国委员会副会长。
1969年至1971年，在外交部茶陵“五七干校”劳动。